# Laurent Alvaro
 (février 2010).
Laurent Alvaro est un baryton-basse français né à Libourne le 11 février 1972.

## Biographie
Laurent Alvaro acquiert d’abord une riche formation musicale (piano, basson, viole de gambe, écriture, direction d’orchestre) avant d’intégrer l’Atelier Lyrique puis la troupe de l’Opéra national de Lyon en 1995 où il interprète notamment Demetrius dans A Midsummer Night's Dream de Benjamin Britten mis en scène par Robert Carsen, Jupiter dans Orphée aux Enfers mis en scène par Laurent Pelly, le rôle-titre de L'Orfeo de Monteverdi, Schaunard dans La Bohème, Pantalon et Farfarello dans L'Amour des trois oranges et Le Père dans Hänsel und Gretel.
Il incarne ensuite Golaud dans Pelléas et Mélisande à Montpellier, Franck Maurrant dans Street Scene de Kurt Weill à Toulon, Ramiro dans L'Heure espagnole, Germano dans La scala di seta, Testo dans Il Combattimento di Tancredi e Clorinda, Le Dancaïre dans Carmen à Genève et à Reykjavik, Danilo dans La Veuve joyeuse à Dijon, Ned Keene dans Peter Grimes et Albert dans Werther à Tours, puis Ping dans Turandot mis en scène par Zhang Yimou au Stade de France à Paris ainsi qu’àu Stade olympique de Munich, et Tom dans Jérémy Fisher, opéra d’Isabelle Aboulker créé à Lyon. Il se produit également au Concertgebouw d’Amsterdam, au Barbican Centre de Londres, au festival Rossini de Bad Wildbad et à ceux de Ravenne en Italie et de Radio France à Montpellier. 
Il chante sous la direction de chefs tels que Kent Nagano, Christoph Eschenbach, Michel Plasson, Alain Lombard, Marc Minkowski, Sir John Eliot Gardiner, Alberto Zedda, David Robertson, Peter Eötvös, Lawrence Foster ou encore Plácido Domingo.
Régulièrement invité par le Théâtre du Châtelet depuis 1999, il y interprète les rôles de Max Detweiler dans The Sound of Music, Ragueneau dans Cyrano de Bergerac d’Alfano, Morald dans Die Feen de Wagner, Seth Brundle (rôle-titre) dans The Fly d’Howard Shore mis en scène par David Cronenberg, Donner dans Das Rheingold de Wagner mis en scène par Robert Wilson, Coquenard dans Véronique de Messager, le rôle-titre du Luthier de Venise de Gualtiero Dazzi, et Johann dans Werther de Massenet. On l’y entend aussi dans La Belle Hélène d’Offenbach, Padmâvatî de Roussel, Doktor Faust de Busoni, Les Troyens de Berlioz, Louise de Charpentier, Hamlet de Thomas, Thaïs de Massenet et Le Premier Cercle de Gilbert Amy. 
Au concert, Laurent Alvaro interprète notamment Frère Léon dans Saint François d'Assise de Messiaen avec l’Orchestre symphonique de Montréal, Lieder eines fahrenden Gesellen de Mahler, El retablo de Maese Pedro de De Falla, Le Bal masqué de Poulenc, la 9e Symphonie de Beethoven, le Requiem de Mozart et crée de nombreuses œuvres de compositeurs contemporains. Il est régulièrement invité par Jean-François Zygel dans sa Boîte à Musique sur France 2, en direct sur France Musique dans son Cabaret Classique et au Châtelet dans ses Leçons de musique.
Parmi ses projets à la scène on compte notamment Léandre dans L'Amour des trois oranges à Dijon, Nilakantha dans Lakmé à Monaco, Wotan dans Das Rheingold avec l'Orchestre Symphonique de Montréal (29 et 31 mai 2011) et Thoas dans Iphigénie en Tauride à l'Opéra d'Amsterdam.
En août 2016, il interprète Il Barone Douphol dans l'opéra La Traviata de Verdi mis en scène par Louis Désiré dans le cadre du festival des Chorégies d'Orange.